# Caer Celemion
Il regno britannico tardoantico/altomedievale di Caer Celemion aveva probabilmente il suo centro nella città romana di Calleva Atrebatum (appunto Caer Celemion, odierna Silchester). Dopo la partenza dei Romani dalla Britannia, i Britanni mantennero il controllo sul territorio (che comprendeva più o meno gli odierni Berkshire, Hampshire del nord e Wiltshire) fino al VII secolo.

## Cronologia
- ca. 420-496 - I Sassoni cominciano ad avanzare lungo la valle del Tamigi e le Chiltern Hills. Dopo Vortigern e Ambrosio Aureliano, quest'area andò probabilmente acquistando una progressiva autonomia, col magistrato post-romano che acquistò il ruolo e il titolo di principe. È probabilmente in questo periodo che cominciarono a sorgere valli difensivi lungo il Tamigi, come il Wansdyke;
- 552 - Il confinante regno di Caer Gwinntguic cade in mano ai Sassoni del Wessex;
- 577 - I regni di Caer Gloui, Caer Baddan e Caer Ceri cadono sotto i colpi dei Sassoni e così  Caer Celemion resta isolato;
- ca. 600-610 - Caer Celemion viene conquistato probabilmente da re Ceawlin del Wessex.